# Ignazio Zakka I Iwas
Ignazio Zakka I Iwas nato Sanharib Iwas (in siriaco ܐܝܓܢܐܛܝܘܣ ܙܟܝ ܩܕܡܝܐ ܥܝܘܐܨ; in arabo إغناطيوس زكا الأول عيواص‎?, Ignatios Zakkà ‘Īwāṣ; Mosul, 21 aprile 1931 – Kiel, 21 marzo 2014) è stato il 122º Patriarca ortodosso siriaco di Antiochia e di tutto l'Oriente e la massima autorità della Chiesa Ortodossa Siriaca.
Noto anche col precedente nome episcopale di Severios, il 14 settembre 1980 fu intronizzato nella cattedrale patriarcale di San Giorgio a Damasco, succedendo a Ignazio Giacomo III col nome di Ignatios Zakka I Iwas. A partire dal XV secolo, tutti i successori del patriarca Ignazio Behnam al Hadli avevano adottato il nome Ignatios e, in alcuni casi, scelto di inserire il cognome nel loro nuovo nome patriarcale.
Protagonista del dialogo interconfessionale, fu presidente del Consiglio ecumenico delle Chiese  e un autore prolifico. Partecipò al Concilio Vaticano II in qualità di osservatore prima di diventare vescovo metropolita di Mosul. Al tempo della sua elezione, Mor Severios Zakka era arcivescovo di Baghdad e Bassora. Durante il suo episcopato patriarcale, istituì un seminario monastico, incontrò Giovanni Paolo II nel corso del viaggio apostolico in Siria del 2001, nominò numerosi metropoliti, fra i quali Baselios Thomas I catholicòs dell'India, che celebrò il Giubileo d'argento nel 2005.

## Biografia
Dopo aver frequentato gli istituti religiosi della chiesa siro-ortodossa di Mosul, intitolati a Nostra Signora e a san Tommaso, nel '46 entrò nel seminario teologico Mor Efrem locale, dove sostituì il nome di battesimo con quello di Zakka. I genitori scelsero il nome ispirandosi a Sinharib, fratello di san Benham, uno dei 40 martiri cristiani uccisi dal re sasanide Sapore II nel IV secolo.
Nel '48 fu ordinato diacono col rango di lettore. Suddiacono nel '53, l'anno successivo assunse i voti monastici, lasciando Mosul per prestare servizio come segretario del patriarca Ignazio Aphram I Barsoum, venendo riconfermato in tale ruolo dal suo successore Ignazio Giacomo III. Nel '55 completò i tre gradi del diaconato e fu infine ordinato sacerdote il 17 novembre 1957 dal patriarca Ya`qub III, che due anni dopo gli assegnò la croce pettorale di rabbino archimandrita ortodosso.
Apprese le lingue orientali mentre si laureava in inglese alla City University di New York, proseguendo successivamente con un dottorato in teologia pastorale al Seminario Teologico Generale della chiesa episcopaliana del luogo.
Delegato osservatore al concilio Vaticano II, il 17 novembre 1963 fu consacrato vescovo metropolita dal patriarca Ya'qub col nome di Mor Severios Zakka. L'anno seguente, durante i lavori di restauro del muro sacro della cattedrale metropolitana di Mosul, furono ritrovati quelli che si considerano gli ultimi resti di san Tommaso apostolo.

Nel '69 fu nominato arcivescovo di Baghdad e Bassora, incarico al quale nove anni dopo si aggiunse quello di pastore della neocostituita diocesi australiana.
Alla morte del patriarca Ya`qub III il 25 giugno 1980, il sinodo dei vescovi della Chiesa Ortodossa Siriaca lo elesse suo successore come 12º Patriarca di Antiochia. Il 14 settembre, giorno successivo ala festa dell'Esaltazione della Santa Croce, Mor Baselios Paulose II, catholicòs di tutto l'Oriente, celebrò la sua intronizzazione nella cattedrale patriarcale di San Giorgio, a Damasco. Essendo il primo patriarca di nome Zakka, scelto negli anni del seminario, assunse il nome patriarcale di Ignazio Zakka I Iwas. Il suo titolo ufficiale fu il seguente:
siriaco: ܩܕܝܫܘܬܗ ܡܪܢ ܡܪܝ ܐܝܓܢܐܛܝܘܣ ܙܟܝ ܩܕܡܝܐ ܥܝܘܐܨ܃ ܦܛܪܝܪܟܐ ܕܐܢܛܝܘܟܝܐ
trasl.: Qaddîšûṯeh Îgnaṭyûs Zakkay Qaḏmoyo ʿÎwaṣ, Paṭryarḵo d-Anṭyuḵya
Sua Santità Ignazio Zakka I Iwas, Patriarca di Antiochia.
Da presidente del Consiglio ecumenico delle Chiese firmò una dichiarazione congiunta con Giovanni Paolo I che dichiarò la rilevanza marginale e il sostanziale superamento dello scisma sorto dal Concilio di Calcedonia, con queste parole:

(inglese)
«First of all, Their Holinesses confess the faith of their two Churches, formulated by the Nicene Council of 325 A. D. and generally known as "the Nicene Creed". The confusions and schisms that occurred between their Churches in the later centuries, they realize today, in no way affect or touch the substance of their faith, since these arose only because of differences in terminology and culture and in the various formulae adopted by different theological schools to express the same matter. Accordingly, we find today no real basis for the sad divisions and schisms that subsequently arose between us concerning the doctrine of Incarnation. In words and life we confess the true doctrine concerning Christ our Lord, notwithstanding the differences in interpretation of such a doctrine which arose at the time of the Council of Chalcedon.»

(italiano)
«Innanzitutto, sua Santità Giovanni Paolo II e sua Santità Zakka I confessano la fede delle loro due Chiese, fede formulata dal Concilio di Nicea del 325 d.C., comunemente conosciuto come “Credo di Nicea”. Essi comprendono oggi che le confusioni e gli scismi avvenuti tra le loro Chiese nei secoli successivi, in nessun modo intaccano o toccano la sostanza della loro fede, poiché tali confusioni e scismi avvennero solo a causa di differenze nella terminologia e nella cultura e a causa delle varie formule adottate da differenti scuole teologiche per esprimere lo stesso argomento. Conseguentemente, non troviamo oggi nessuna base reale per le tristi divisioni e per gli scismi che avvennero poi tra di noi circa la dottrina dall'incarnazione. Con le parole e nella vita, noi confessiamo la vera dottrina su Cristo nostro Signore, malgrado le differenze nell'interpretazione di questa dottrina che sorsero all'epoca del Concilio di Calcedonia.»
(Ignazio Zakka I Iwas, Dichiarazione comune di Giovanni Paolo II e del patriarca siro di Antiochia Moran Mar Ignatius Zakka I Ivas, giugno 1984.)

Zakka fu membro di varie accademie i Oriente e in Occidente, autore di libri storia, teologia, educazione cristiana, cultura siriaca, lingua araba e inglese. Il 14 settembre 1966 inaugurò il seminario monastico di Saidnaya, parte di un più ampio progetto edile, che ebbe il suo culmine con la storica visita di Giovanni Paolo II nella Cattedrale di San Giorgio a Bab Touma, nel 2001.

## Visite pastorali
Fra le visite pastorali al di fuori della Siria, Ignazio Zakka I Ivas si recò ripetutamente in India, terra che ospita la comunità siro-ortodossa più numerosa, e in Europa, terra di asilo per l famiglie della diaspora.
Dal 3 febbraio al 27 marzo 1982 effettuò una prima visita nel Kerala, durante la quale incontrò funzionari indiani e capi di varie chiese locali. La seconda visita in India durò tre giorni fu nell'aprile 2000 per partecipare al Giubileo d'oro di Mor Cleemis Abraham, metropolita d'Oriente. La terza visita di due settimane giunse in occasione delle celebrazioni per il 25º anniversario dell'intronizzazione patriarcale, a settembre del 2004.

## Ultimi anni
Ricoverato in ospedale per un'angioplastica il 20 febbraio 2014, morì in Germania il 21 marzo successivo. Il giorno 28 le sue spoglie furono tumulate nella cattedrale dei santi Pietro e Paolo a Marrat Saidnayya, Damasco.
Il 29 maggio Mor Ignazio Afram II Karim gli succedette come patriarca.